# Moja Vesna
Moja Vesna és una pel·lícula infantil australiana-eslovena dirigida per Sara Kern del 2022. La pel·lícula va celebrar la seva estrena mundial el 13 de febrer de 2022 a la secció Generation Kplus del 72è Festival Internacional de Cinema de Berlín.

## Argument
Mentre la seva germana gran Vesna expressa els seus sentiments en slam de poesia, la Moja, de 10 anys, intenta fer front a la seva manera amb el buit que la mort sobtada de la seva mare ha deixat a la seva família. El seu pare és inconsolable, i la Vesna també té problemes a causa del seu embaràs. I així, inesperadament, Moja es converteix en el cap de família que va emigrar d'Eslovènia i ara viu a un suburbi de Melbourne. En el seu procés de dol, Moja no tanca els ulls davant la desunió del món i pot percebre les espurnes d'esperança.

## Repartiment
- Loti Kovačič: Moja
- Mackenzie Mazur: Vesna
- Gregor Baković: Milos
- Claudia Karvan: Miranda, mare de Danger
- Flora Feldman: Danger

## Producció

### Rodatge

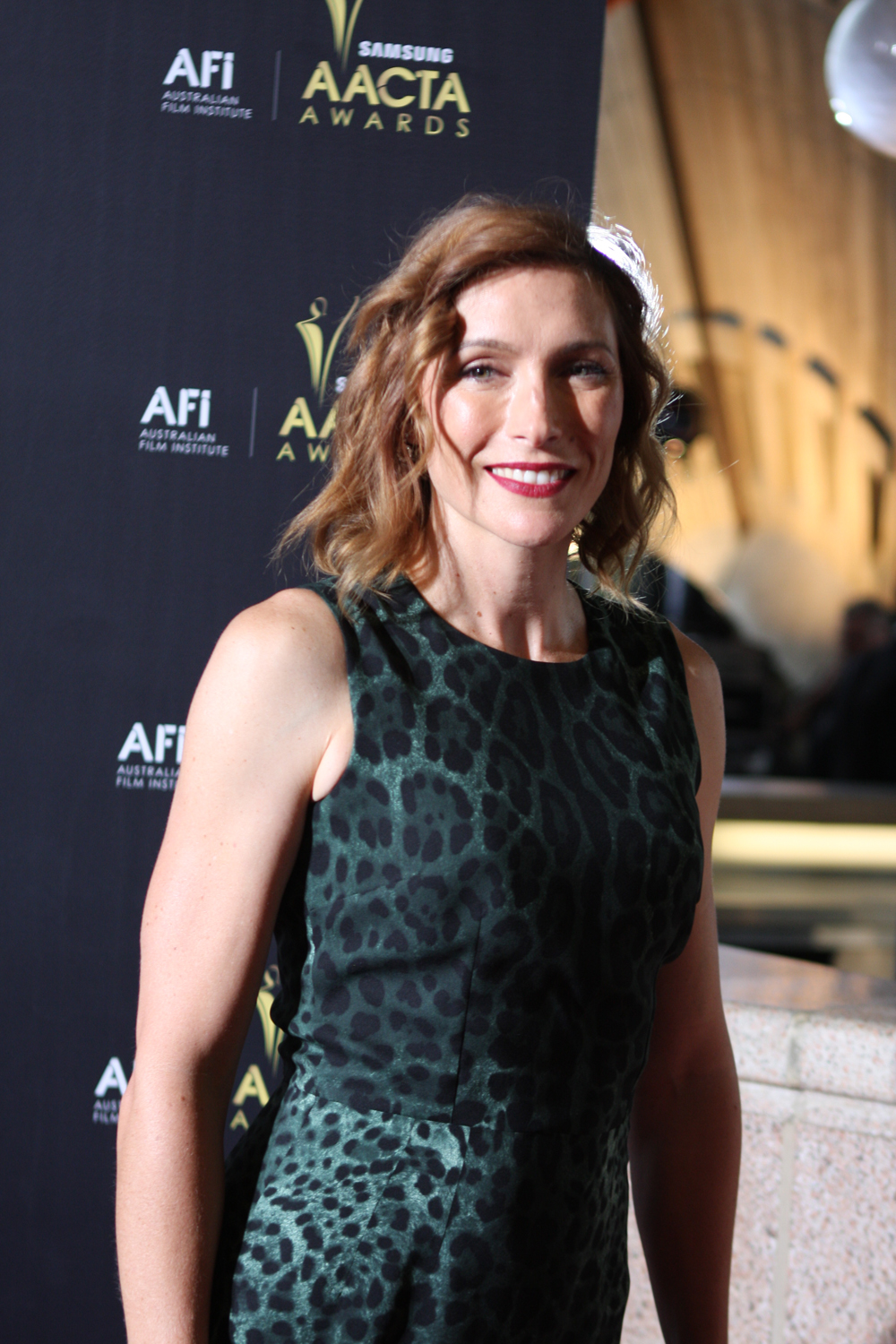
Claudia Karvan, 2012

La pel·lícula va ser dirigida per Sara Kern, qui també va escriure el guió. Moja Vesna és el seu debut al llargmetratge. El treball de càmera va estar en mans de Lev Predan Kowarski, l'edició de la pel·lícula va ser feta per Hayley Miro Browne i Haim Tabakman.
La directora va donar deliberadament el paper principal a un membre de la comunitat eslovena a Austràlia, l'actriu amateur Loti Kovačič (Moja). També apareixen a la pantalla la famosa australiana Claudia Karvan (mare del millor amic de Moja, Danger), Mackenzie Mazur (Vesna) i Gregor Baković (Milos).

### Producció i promoció
El rodatge va tenir lloc a la primavera del 2021 als suburbis de Melbourne de Sunshine North, St. Albans, Collingwood i Kew.
La pel·lícula va ser produïda per Rok Bicek, Sharlene George i Gal Greenspan. És la primera coproducció australiana-eslovena. Els patrocinadors van ser Film Victoria i Radio Television Slovenija (RTV), i el desenvolupament va comptar amb el suport del Torino Film Lab i la residència de la Cinéfondation de Canes.

## Premis i nominacions
- 2022: 72è Festival Internacional de Cinema de Berlín
  - Nominat al Premi GWFF a la millor primera pel·lícula[3]
  - Nominació a l'Ós de vidre a la millor pel·lícula de la secció Generation Kplus
  - Nominació al Gran Premi del Jurat Internacional de Generation Kplus a la Millor Pel·lícula[4]